# Exposition internationale des arts décoratifs et industriels modernes
Exposition internationale des arts décoratifs et industriels modernes var en verdensudstilling, der blev afholdt i Paris mellem den 28. april og den 25. oktober 1925. Udstillingen blev i alt besøgt af 15.019.000 mennesker.
Udstillingens formål var at vise franske luksusvarer frem for omverdenen, men mange nationer var repræsenteret med egne pavilloner, herunder Danmark, der deltog med en pavillon af Kay Fisker og Tyge Hvass.
I eftertiden huskes udstillingen primært, fordi det i høj grad var dens fortjeneste, at art deco, som tog navn efter udstillingen, blev kendt.